# إد فورد
إد فورد (بالإنجليزية: Ed Ford)‏ هو لاعب كرة قاعدة أمريكي، ولد في 10 أبريل 1862 في ريتشموند في الولايات المتحدة، وتوفي بنفس المكان في 8 يونيو 1931.

## وصلات خارجية
- إد فورد على موقعبيزبول رفرنس.كوم (الدوري الرئيسي) (الإنجليزية)